# بيدرو أباريسيو
بيدرو أباريسيو (بالإسبانية: Pedro Kohji Aparicio)‏ هو مدرب كرة قدم ولاعب كرة قدم بيروفي في مركز قلب الدفاع، ولد في 11 يونيو 1982 في ليما في بيرو. لعب مع أليانزا ليما وسبورت بويز ونادي ميلغار أريكيبا.

## وصلات خارجية
- بيدرو أباريسيو على موقع إي إس بي إن إف سي (الإنجليزية)
- بيدرو أباريسيو على موقع قاعدة بيانات كرة القدم.إي يو (الإنجليزية)